# Samalog
Samalog (sammenlagt en norvégien et en danois : « mettre ensemble », « somme totale ») est un système de notation dans le patinage de vitesse. Il est utilisé dans les tournois en combiné pour convertir les résultats à différentes distances en points afin de déterminer le champion du classement général. Tous les temps sont mesurés en secondes et convertis ensuite en points, en utilisant les temps moyens sur 500 mètres, ainsi le nombre de points pour une course de 1 000 mètres est le temps en secondes divisées par deux (le temps moyen pour chacune des deux sections de 500 mètres dans une course de 1 000 mètres). Pour le 1 500 mètres, le temps en secondes est divisé par trois, et ainsi de suite. Les points sont calculés à trois décimales avec application de la troncature et les chiffres ne sont pas arrondis. Tous les points sont additionnés ; plus le score est faible, meilleur il est.
La méthode samalog est utilisée dans les épreuves de patinage de vitesse nationales et internationales, les plus importantes étant le championnat d'Europe et le championnat du monde toutes distances. La méthode samalog est également utilisée des championnats de sprint sur deux jours, tels que le championnat du monde sprint, où chacune des épreuves de sprint (le 500 mètres et le 1 000 mètres) sont courues à deux fois.
Le classement des scores samalog fondés sur les records personnels d'un patineur dans les championnats officiels sur toute la carrière du patineur est appelé Adelskalender.
Bien que toute combinaison de n'importe quel nombre d'épreuves soit possible, les combinaisons suivantes (toutes composées de quatre épreuves) sont couramment utilisées ou ont été couramment utilisées dans le passé :
- Combinaison de sprint : 500 m, 1 000 m, 500 m, 1 000 m - cette formule est utilisée lors des championnats du monde de sprint (pour les hommes et les femmes).
- Ancienne combinaison : 500 m, 1 000 m, 3 000 m, 5 000 m - cette formule a été utilisée lors des championnats du monde toutes distances pour les femmes jusqu'en 1955.
- Combinaison mini : 500 m, 1 000 m, 1 500 m, 3 000 m - cette formule a été utilisée lors des championnats du monde toutes distances pour les femmes dans les années 1956-1982.
- Petite combinaison : 500 m, 1 500 m, 3 000 m, 5 000 m - cette formule est actuellement utilisée lors des championnats du monde toutes distances pour les femmes (depuis 1983).
- Grande combinaison : 500 m, 1 500 m, 5 000 m, 10 000 m - cette formule est utilisée lors des championnats du monde toutes distances pour les hommes.

Exemple
| Distance | Temps          | Temps en secondes | Divisé par | Points  |
| -------- | -------------- | ----------------- | ---------- | ------- |
| 500 m    | 34 s 78        | 34 s 78           | 1          | 34,780  |
| 1 500 m  | 1 min 41 s 04  | 101 s 04          | 3          | 33,680  |
| 5 000 m  | 6 min 10 s 49  | 370 s 49          | 10         | 37,049  |
| 10 000 m | 13 min 05 s 94 | 785 s 94          | 20         | 39,297  |
| Total    | Total          | Total             | Total      | 144,806 |